# Swamy Rotolo
Swamy Rotolo (Gioia Tauro, 14 agosto 2004) è un'attrice italiana, vincitrice del David di Donatello per la migliore attrice protagonista nel 2022 per il film A Chiara.

## Biografia
Il suo esordio in una pellicola cinematografica avviene nel 2017, quando prende parte con un piccolo ruolo al cast nel film di Jonas Carpignano intitolato A Ciambra. Quattro anni più tardi viene scelta come protagonista del sequel intitolato A Chiara, dello stesso regista. Nella pellicola recita insieme al padre, alla madre e alle due sorelle, che anche nel film ricoprono il medesimo ruolo. Per l'interpretazione, è stata premiata come migliore attrice al Cairo International Film Festival e ha ricevuto il premio Europa Cinema Label nella sezione Quinzaine des Réalisateurs.
In seguito, dopo aver ricevuto la candidatura ai David di Donatello 2022, si aggiudica il premio come miglior attrice, diventando la più giovane a essere premiata con tale riconoscimento.

## Filmografia

### Cinema
- A Ciambra, regia di Jonas Carpignano (2017)
- A Chiara, regia di Jonas Carpignano (2021)
- Io e il secco, regia di Gianluca Santoni (2023)

## Riconoscimenti
- David di Donatello
  - 2022 – Miglior attrice protagonista per A Chiara
- Festival del Cairo
  - 2022 – Miglior attrice per A Chiara